# NGC 7625
NGC 7625 é uma galáxia espiral (Sa) localizada na direcção da constelação de Pegasus. Possui uma declinação de +17° 13' 36" e uma ascensão recta de 23 horas, 20 minutos e 30,2 segundos.
A galáxia NGC 7625 foi descoberta em 15 de Outubro de 1784 por William Herschel.